# Abbotsbury, New South Wales
Abbotsbury este o suburbie în Sydney, Australia. Este situată în vestul orașului, făcând parte din zona de guvernare locală City of Fairfield. Deși Fairfield nu este o parte foarte prosperă a orașului, Abbotsbury are un procentaj seminificativ de locuitori cu venituri mari care trăiesc în vile. Codul poștal este 2176. Suburbia conține un mic centru comercial cu un supermarket, magazine de îmbrăcăminte și restaurante.